# Scylacosauridae
Scylacosauridae — вимерла родина тероцефальних терапсид. Сцилакозавриди жили в пермський період і були одними з найбазальніших тероцефалів. Родину було названо південноафриканським палеонтологом Робертом Брумом у 1903 році. У сцилакозавридів довгі морди і незвичайні шаблеподібні ікла.